# Václav Dosbaba
Václav Dosbaba (8. ledna 1945 v Třebíči – 4. února 2012 v Třebíči) byl český malíř, výtvarník a grafik. Byl členem TT klubu v Brně a také Skupiny 4, věnoval se práci s kamenem a moduritem.

## Biografie
Vystudoval třebíčské gymnázium (dříve všeobecná vzdělávací škola) a později studoval na Provozně ekonomické fakultě v Brně, kde v roce 1969 vystudoval zemědělské inženýrství. V roce 2001 pak absolvoval teologii. Absolvoval školu výtvarného myšlení Igora Zhoře. Po dokončení studií působil ve státním finančnictví a pak v letech 1994 – 2006 působil na Středním odborném učilišti zemědělském v Třebíči, od roku 1999 pak působil na Katolickém gymnáziu Třebíč. Zde za jeho působení vznikla Galerie Chodba, byl jejím kurátorem a posléze kurátorství předal dceři – Markétě Nekudové, která také působila na KG Třebíč. 

## Dílo
Při výtvarné práci praktikoval zpočátku klasickou olejomalbu se svéráznými obsahovými vyústěními, posléze kreslil a prováděl drobné asambláže a koláže. Často jeho díla působila minimalisticky a konceptuaisticky. Zkoumal reakce černé a bílé.
Vystavoval v Třebíči, Brně, Lounech, Ostravě, Praze, Litomyšli, Zlíně, v zahraničí v USA, Rakousku.